# Aquascutum
Aquascutum London ist ein 1851 in London gegründetes, international tätiges Modeunternehmen, das Bekleidung und Accessoires im oberen Preissegment anbietet.
Aus den wasserdichten Trenchcoats und Regenmänteln der Anfangsjahre entwickelte sich mit der Zeit ein komplettes Sortiment für gehobene Damen- und Herrenbekleidung sowie Kindermode, das unter anderem bei der britischen Königsfamilie und Hollywood-Stars Anklang fand. Ein Markenzeichen von Aquascutum ist ein geschütztes Glencheck-Muster.
Das Familienunternehmen wurde 1990 an einen japanischen Textilkonzern verkauft, seit 2017 gehört es dem chinesischen Privatunternehmen Shandong Ruyi.

## Unternehmensgeschichte

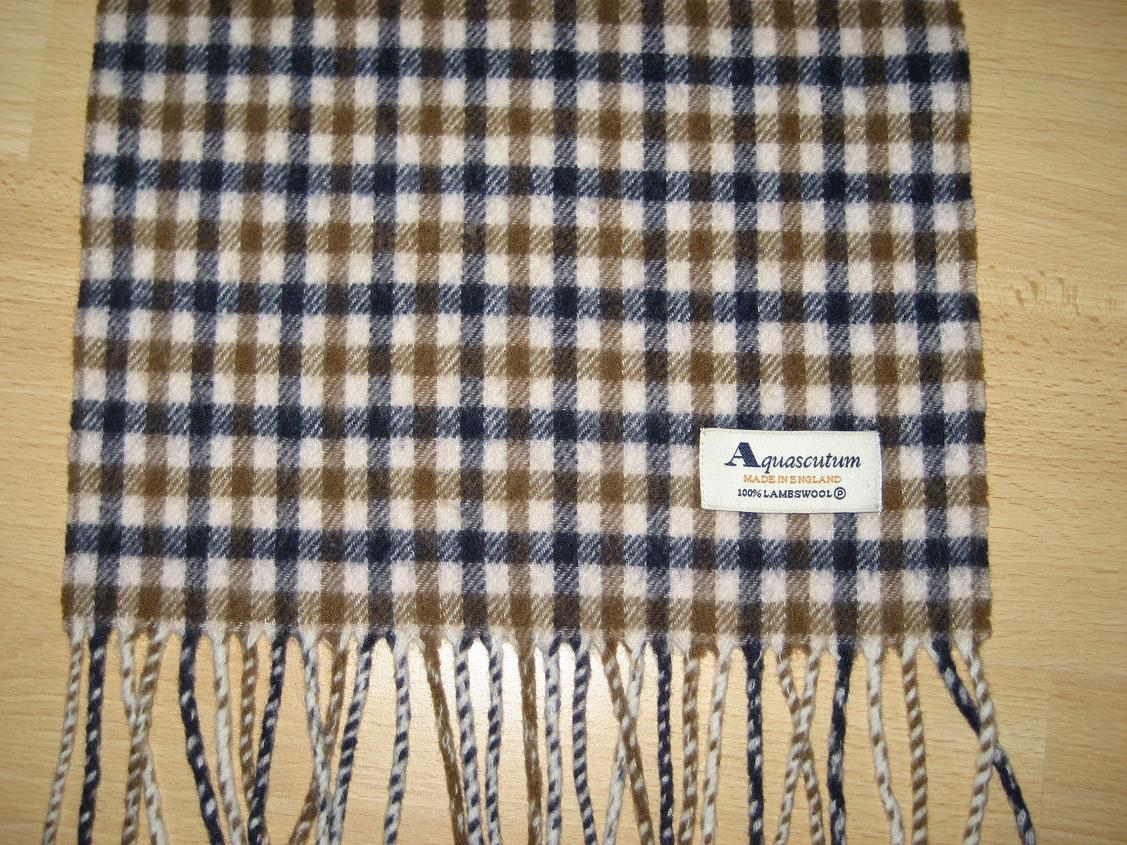
Aquascutum-Schal im typischen Karomuster (2006)

### 19. Jahrhundert: Gründerjahre
1851 eröffnete der britische Schneider John Emary auf der Londoner Regent Street 46 ein Herrenausstatter-Geschäft für gehobene Herrenbekleidung. 1853 ließ er sich einen selbst entwickelten Wollstoff mit wasserdichten Eigenschaften, aus dem er Trenchcoats und Regenmäntel fertigte, patentieren und nannte sein Unternehmen fortan Aquascutum (aus lateinisch: aqua (Wasser) und scutum (Schutz-Schild)). Im heutigen Logo des Unternehmens ist ein Wappen mit einem Schild abgebildet, das die lateinische Inschrift „In hoc scuto fidemus“ (dt.: Diesem Schild vertrauen wir) trägt. In den 1870er Jahren veräußerten John Emary und sein Sohn John Ledbury Emary das Unternehmen an das Londoner Textilunternehmen Scantlebury & Commin. Der damalige Prince of Wales und spätere König Eduard VII. orderte bereits Ende des 19. Jahrhunderts Aquascutum-Mäntel und ernannte die Firma durch ein Royal Warrant 1897 zum offiziellen Hoflieferanten der britischen Königsfamilie. Aquascutum-Kleidung etablierte sich in Folge bei der britischen Oberschicht als elegante Freizeit- und Sportkleidung.

### 20. Jahrhundert: weltweite Expansion
1901 zog Aquascutum auf Ernest Commins Initiative in die Londoner Regent Street 100 um, wo sich bis zum Verkauf der Immobilie 2011 ein Flagshipstore des Unternehmens befand (seither eine Austin Reed Filiale). Aquascutum stellte bereits in der Zeit des Krimkrieges (1853–1856) und in Folge, ähnlich wie der 1856 etablierte Konkurrent Burberry, besonders während der beiden Weltkriege Mäntel und Bekleidung für die britischen Streitkräfte her. Daraus entwickelten sich über die Jahre vollständige Kollektionen für Damen- und Herrenbekleidung, wobei die Aquascutum-Damenmode erst in den 1890er Jahren, knapp 40 Jahre nach der Firmengründung, lanciert wurde. Um 1900 wurde demzufolge eine Abteilung für Damenbekleidung in der Regent Street eröffnet. Der damalige Prince of Wales und spätere König Georg V. vergab 1901 und 1911 Royal Warrants an Aquascutum, ebenso 1920 Eduard VIII. 1914, in der Zeit des Ersten Weltkrieges, präsentierte das Unternehmen einen zweireihigen Mantel mit Gürtel und herausnehmbarem Futter, der sich bei den Soldaten großer Beliebtheit erfreute.
In den 1920er Jahren begann die internationale Expansion mit der Erschließung des japanischen Marktes. 1932 wurde Aquascutum an den Unternehmer Isidore Abrahams verkauft, der das Unternehmen fortan mit seinen beiden Söhnen führte. Ab den späten 1940er Jahren wurde Aquascutum mit Hollywood-Stars wie Humphrey Bogart, Greta Garbo und Cary Grant oder auch Politikern wie Winston Churchill assoziiert, die allesamt zum Renommee des Unternehmens beitrugen. Auch die Königin-Mutter ernannte Aquascutum mehrfach zum Hoflieferanten, zuletzt 1952. Die Bekleidung der Marke wurde aufgrund von weiteren technischen Neuerungen im Textilbereich in den 1950er Jahren auch bei Expeditionen zum Mount Everest oder an den Südpol eingesetzt.
In den 1960er und 1970er Jahren, einer Blütezeit für Aquascutum, expandierte das Unternehmen stark und erweiterte und verjüngte die Kollektionen. Der Club Check, das Aquascutum-Karomuster im Glencheck-Stil, hielt Ende der 1970er Jahre in die Herrenkollektionen Einzug. In den 1980er Jahren wurden weltweit Aquascutum-Geschäfte eröffnet, bspw. in den USA, in Kanada, Frankreich, Taiwan, Hongkong, Seoul und Singapur. Ab 1987 machte Margaret Thatcher Aquascutum zu ihrem offiziellen Ausstatter. Sean Connery und Sophia Loren waren prominente Aquascutum-Fans.
1990 kaufte der japanische Textilkonzern Renown Inc. (1902 gegründet) nach einem freundlichen Übernahmeangebot mit Zustimmung der Familie Abrahams die Aktienmehrheit des börsennotierten Unternehmens Aquascutum Group PLC für 20 Mrd. Yen (damals ca. 120 Mio. US-Dollar). In den 1990er Jahren wurde der Club Check in den Kollektionen stärker betont und Aquascutum wurde offizieller Ausstatter der britischen Olympiamannschaft bei den Olympischen Spielen 1994 und 1996.

### 21. Jahrhundert: schwierige Zeiten und Verkauf
Seit 2000 bzw. 2002 waren die britischen Designer Michael Herz und Graeme Fidler bei Aquascutum angestellt, die die kreative Führung bis 2010 behielten und dann zu Bally wechselten. Unter der Führung der britischen Geschäftsfrau Kim Winser, die bereits ab 2000 die Marke Pringle of Scotland gerettet hatte, wurden ab 2006 Prominente wie Pierce Brosnan, Gisele Bündchen oder Jamie Dornan als Werbeträger für Aquascutum eingesetzt. Dennoch meldete Aquascutum 2008 einen Verlust von 24 Mio. Pfund. Winser bot erfolglos an, das Unternehmen durch einen Management-Buy-out zu übernehmen und verließ Aquascutum 2009.
2009 kauften der britische Unternehmer Harold Tillman und die ehemalige Debenhams-Geschäftsführerin Belinda Earl das Unternehmen Aquascutum von Renown Inc. zurück. Tillman war seit 2002 der Eigentümer der britischen Edel-Bekleidungsmarke Jaeger (basierend auf der Lehre von Gustav Jäger 1884 in London gegründet) und Earl war seit 2004 CEO der Firma. Bei dem Kauf verblieben allerdings die lukrativen Lizenzrechte für den asiatischen Raum (China, Japan, Südkorea und Indien) für eine Summe von 13,7 Mio. Pfund beim chinesischen Lizenznehmer YGM Trading mit Sitz in Hongkong. YGM Trading hatte schon damals angeboten, Aquascutum ganz zu kaufen. Aquascutum beschäftigte zu dem Zeitpunkt 340 Angestellte, wovon 120 in der eigenen Produktionsstätte in Corby arbeiteten. Zum ersten Mal wurde Aquascutum-Mode bei der London Fashion Week präsentiert. Joanna Sykes – eine ehemalige Designerin für Giorgio Armani und Alberta Ferretti – wurde als Chef-Designerin von Aquascutum verpflichtet, das inzwischen unter einem angestaubten Image litt und, wenngleich weiterhin als britische Traditionsmarke, eher als altbacken angesehen wurde. Die neuen Eigentümer schafften es zwar, das Image von Aquascutum zu verjüngen und das Portfolio um eine in Lizenz vergebene Golfkollektion zu erweitern, dennoch blieben die Umsätze hinter den Erwartungen zurück. Die Verluste des Unternehmens beliefen sich 2010 auf über 17 Mio. Pfund. Im Jahr 2011 feierte Aquascutum sein 160-jähriges Bestehen. Im gleichen Jahr wurde mit dem italienischen Bekleidungshersteller Ittierre SpA ein fünfjähriger Lizenzvertrag über Aquascutum-Bekleidung („Made in Italy“) für Kontinental-Europa und den Nahen Osten geschlossen. Belinda Earl trat im März 2012 aufgrund von gesundheitlichen Problemen von ihrem Posten als CEO bei Aquascutum zurück.
Im April 2012 wurde bekannt, dass Tillman die Marke Jaeger für knapp 20 Mio. Pfund an die Beteiligungsgesellschaft Better Capital verkauft hatte, um die Firma Jaeger und deren Mitarbeiter vor Gläubiger-Forderungen an das Unternehmen Aquascutum zu schützen. Tagsdarauf meldete Aquascutum Insolvenz an. Die Fabrik in Corby, in der die „Made in England“ Artikel der Marke gefertigt worden waren, wurde geschlossen. Anfang Mai 2012 wurde Aquascutum vom Insolvenzverwalter FRP Advisory für 15 Mio. Pfund an den chinesischen Lizenznehmer YGM Trading verkauft, der unter anderem auch die Marken J Lindeberg und Guy Laroche besitzt. Joanna Sykes verließ Aquascutum im Juni 2012 und wechselte zu der britischen Modemarke Nicole Farhi. YGM Trading erwarb auch den ehemaligen Lizenznehmer für die Aquascutum-Golfkollektion und installierte Mitte Mai 2012 den Briten Tim Dally als CEO von Aquascutum. Eine Lizenz für den japanischen Markt verblieb bei Renown Inc.
Kritiker bemängelten, dass es Aquascutum  – im Gegensatz zu britischen Konkurrenten wie Burberry, Mulberry oder Barbour, die zum Teil bedingt durch aufwendige Werbekampagnen mittlerweile nahezu Kultstatus genießen – verpasst habe, sich als ‚coole‘ Traditionsmarke mit britischer Identität zu etablieren, die auch von jungen Käufern begehrt wird: 

„Den Burberry-Trenchcoat, vom Designer Christopher Bailey entworfen, tragen etwa Victoria Beckham, Emma Watson und Kate Middleton – während der Aquascutum-Trenchcoat von niemand Bedeutendem seit Margaret Thatcher mehr getragen wurde.“

Zum Stand 2012 gab es in London zwei Aquascutum-Geschäfte (Westfield London und Canary Wharf), eines in Windsor (Royal Shopping Centre) sowie 16 Verkaufsflächen in britischen Kaufhäusern wie Harrods und sieben Outlet-Geschäfte. Daneben existierten weltweit 11 Aquascutum-Boutiquen. Nach der Übernahme durch YGM Trading kamen zahlreiche Auquascutum-Boutiquen des ehemaligen Lizenznehmers in China, Taiwan,  Hongkong und Macao zum Aquascutum-Netzwerk hinzu. Ende 2013 eröffnete YGM Trading einen Aquascutum-Flagshipstore in der Londoner Innenstadt, gegenüber dem Edelkaufhaus Liberty, in den 800.000 Pfund investiert worden waren.
2013 wurde Thomas Harvey, der bereits ab 2007 für einige Saisons für das Unternehmen gearbeitet hatte, zum Aquascutum-Herrenmodedesigner ernannt. Harvey wurde Mitte 2016 durch den Designer Te Dinh Sy ersetzt. Anfang 2015 wurde Kasha Crampton zur Aquascutum-Damenmodedesignerin ernannt. Anfang 2017 übernahm Dinh Sy auch die Leitung der Damenmode.
Im März 2017 verkaufte YGM Trading das Unternehmen für 117 Millionen US-Dollar an den chinesischen Textilkonzern Shandong Ruyi.